# YouTube Premium
YouTube Premium (dříve YouTube Red) je měsíční předplatné služby YouTube. Tato služba vypíná reklamy a na tabletu si lze díky ní pustit zvuky z videa na pozadí a nebo stahovat videa na přehrání v případě nedostupnosti internetového připojení. Služba také obsahuje předplatné služby YouTube Music.
Poprvé byla služba uvedena v prodej v listopadu 2014 a nabízela pouze streamování YouTube a Google Play hudby. Služba byla pak přepracována a znovu spuštěna jako YouTube Red v říjnu 2015.
YouTube Premium také umožňuje sledovat „YouTube Originals“, což jsou seriály a filmy vytvořené nejslavnějšími youtubery (jako např. Scare PewDiePie od PewDiePie nebo Bad internet od CollegeHumor).